# Apeadero de Vila Fernando
- Nota: No confundir con el Apeadero de Fernando Pó, en la Línea del Alentejo.

El Apeadero de Vila Fernando, originalmente denominado Apeadero de Villa Fernando, es una plataforma ferroviaria de la Línea de la Beira Alta, que sirve a la localidad de Vila Fernando, en el Distrito de Guarda, en Portugal.

## Características
Este apeadero tiene acceso por la Calle del Muelle, junto a la localidad de Vila Fernando.

## Historia
El tramo de la Línea de la Beira Alta entre Pampilhosa y Vilar Formoso, donde este apeadero se encuentra, entró en servicio, de forma provisional, el 1 de julio de 1882; a línea fue totalmente inaugurada, entre Figueira da Foz y la frontera con España, el 3 de agosto del mismo año, por la Compañía de los Caminhos de Ferro Portugueses de la Beira Alta.
En 1905, las autoridades de Guarda y de Sabugal requirieron a la administración de la Compañía de la Beira Alta que este apeadero fuese elevado a la categoría de estación de 3.ª clase. No obstante, en 1913 todavía poseía la categoría de apeadero, apareciendo como estación en los horarios de 1980 y 1984.